# 1968 aux États-Unis
Pour des articles plus généraux, voir Chronologie des États-Unis et 1968.
Chronologie des États-Unis
- 1964
- 1965
- 1966
- 1967
- 1968
- 1969
- 1970
- 1971
- 1972

Cette page concerne des événements d'actualité qui se sont produits durant l'année 1968 du calendrier grégorien aux États-Unis.

## Gouvernement
- Président : Lyndon B. Johnson
- Vice-président : Hubert H. Humpfrey
- Secrétaire d'État : Dean Rusk
- Chambre des représentants - Président

## Événements
- 1er janvier : relèvements des cotisations sociales de 2 milliards de dollars et de l'impôt sur le bénéfice des sociétés de 1 milliard de dollars.
- 23 janvier : Occupational Disease and Injury, première loi fédérale sur la santé et la sécurité au travail.
- 31 janvier : Offensive du Têt. 100 000 soldat nord vietnamiens lancent une offensive générale à travers tout le Sud-Vietnam, à la grande surprise des responsables militaires et du gouvernement des Etats-Unis. Les lourdes pertes de l'armée américaine, ainsi que le silence du Président Johnson durant les premières semaines de l’offensive nord-vietnamienne renverse durablement la confiance de l'opinion publique dans l'espoir d'une fin rapide du conflit vietnamien.
- 8 février : mort de trois étudiants américains en Caroline du Sud lors de manifestations pour les droits civiques.
- 12 février : 25e cérémonie des Golden Globes.
- 23 février : 48 000 hommes sont appelés sous les drapeaux. Les forces présentes au Viêtnam atteignent 510 000 hommes.
- 28 février : démission du secrétaire à la défense Robert S. McNamara. Bien qu'ayant supervisé l'escalade militaire de 1965, il avait fini par prendre position contre les buts et les coûts du conflit.
- 29 février :
  - la commission Kerner rend son rapport sur les émeutes raciales constatées aux États-Unis depuis presque 5 ans. Elle établit que le pays « se dirige vers une société à deux faces, l'une blanche, l'autre noire – séparées et inégales. » La frustration économique et sociale des Américains noirs est très présente et s'alimente avec le rejet et le racisme d'une partie des américains blancs. Une séparation est apparue et se creuse de plus en plus entre ces deux populations. La commission suggère, pour remédier à cette situation, un engagement économique et social fort des autorités fédérales (création d'emplois dans les zones majoritaires peuplées d'américains noirs, mesures de protection sociale et de lutte contre la pauvreté, investissements publics pour créer de nouveaux logements et de implanter de nouvelles entreprises, un meilleur accès à l'école et aux universités) et d'une politique de déségrégation raciale plus ferme et plus rapide. Mais l'administration Johnson, très préoccupée par le coût du conflit vietnamien et l'impact politique de la guerre aux États-Unis, finit par rejeter les recommandations de la commission Kerner.
  - 10e cérémonie des Grammy Awards.
- Mars : crise économique internationale provoquant de fortes pressions inflationnistes sur l'économie des États-Unis.
- 10 mars : Demande d'un renfort supplémentaire de 206 000 hommes au Vietnam du général Westmorand. Cette demande qui suscite un intense débat au sein du gouvernement fuite dans la presse.
  - Johnson décide l'envoi de 13 500 soldats au Sud-Vietnam. 536 000 hommes engagés dans le conflit[1].
- 30 mars : Un sondage révèle que 63 % des Américains désapprouve la conduite de la guerre du Vietnam.
- 31 mars : intervention télévisée du président Lyndon B. Johnson.
  - Plafonnement des forces américaines engagées dans le conflit vietnamien à 550 000 hommes
  - Amorce d'un plan de retrait progressif de l'armée américaine de la péninsule.
  - Fin des bombardements de l'US Air Force au Nord-Vietnam.
  - Premières négociations avec le Nord-Vietnam pour un cessez-le-feu.
  - Présentation des nouvelles mesures de rigueur budgétaire devant l'ampleur des déficits du budget fédéral.
  - A la surprise générale, l'intervention se conclut par le renoncement du président à se représenter.
- 3 avril : Discours de Martin Luther King à Memphis : " J'ai atteint le sommet de la montagne "
- 4 avril : Martin Luther King, pasteur baptiste et homme politique américain est assassiné à Memphis   (Tennessee). 
  - Cet assassinat provoquant de graves émeutes raciales dans 125 villes des États-Unis. A Washington, l'ampleur inédite des violences et leur proximité avec les lieux de pouvoir du pays (Maison Blanche, Congrès) oblige le président Lyndon B. Johnson à faire intervenir directement l'armée pour gérer le maintien de l'ordre. La 82e aéroportée est mobilisée dans la capitale. L'armée est également déployée dans plusieurs villes comme Chicago, Boston, Newark, Cincinnati, Baltimore... Après 5 jours d’émeutes, 39 personnes ont été tuées et 2 600 blessées.
- 5 avril : Émeutes à Chicago. Des milliers d'émeutiers afro-américains mettent à sac les quartiers ouest de Chicago pendant 2 jours. Les autorités (notamment le maire de Chicago Richard J. Daley) réagissent en instaurant un couvre-feu, interdisant la vente d'armes et de munitions, et déployant d'importants effectifs des forces de l'ordre. 10 500 policiers, 6 700 gardes nationaux et 5 500 soldats fédéraux sont déployés dans la ville. 2 200 personnes sont arrêtées. On compte 500 blessés et 11 personnes tuées.
- 6 avril : Émeutes à Baltimore. Des violentes manifestations se déclenchent à Baltimore à la suite de la mort de Martin Luther King. 500 policiers d’État, 3 000 soldats de la Garde nationale et 5 000 militaires de l'armée fédérale sont rapidement envoyés sur place pour rétablir l'ordre. Les émeutes se calment après 8 jours de violence. 6 émeutiers sont tués, 700 sont blessées. 6 000 personnes seront arrêtées par les forces de l'ordre.
- 8 avril : Fondation du Bureau des narcotiques et des drogues dangereuses, chargé de lutter contre le trafic de drogue qui commence à faire des ravages aux États-Unis.
- 10 avril : 40e cérémonie des Oscars.
- 11 avril : le président Johnson signe une nouvelle loi sur les droits civiques. Elle étend et renforce les lois de 1964 et 1965 abolissant la ségrégation et garantissant le droit de vote aux noirs. La nouvelle loi comporte un important volet sur le logement, le Fair Housing Act, interdisant la discrimination en matière de logement, ce qui permit à de nombreux Afro-Américains de déménager en banlieue. Un volet répressif est ajouté à la loi à la suite des émeutes survenues durant l'année. Le fait de «voyager entre Etats avec l'intention d'inciter, de promouvoir, d'encourager, de participer et de mener une émeute» devient un délit fédéral.
- 5 juin : assassinat de Robert Kennedy à Los Angeles par un Palestinien, Sirhan Sirhan, le soir de sa victoire aux primaires de Californie; il meurt le lendemain à l'hôpital.
- 8 juin : Lyndon B. Johnson décide le retrait de 25 000 hommes du Viêt Nam. 
  - 19 juin : Omnibus Crime Control and Safe Streets Act. Loi fédérale sur la sécurité publique.
    - Le contrôle des écoutes téléphoniques est accru dans le cadre des enquêtes judiciaires de la police.
    - Le contrôle de la vente des armes à feu est renforcé, afin de limiter la prolifération d'armes susceptibles d'être utilisées à des fins criminelles. Une nouvelle agence fédérale, la Law Enforcement Assistance Administration, est créée afin de mieux contrôler les fonds alloués aux forces de police locale. L'agence doit également faire des recherches sur des peines alternatives à la prison.
    - Des moyens supplémentaires sont alloués aux forces de l'ordre, fortement mobilisées depuis 3 ans par les émeutes que connaît le pays. Enfin, la loi tente d’apporter des limites aux droits des suspects obtenus à la suite du célèbre arrêt Miranda v. Arizona de 1966. Cette disposition sera déclarée inconstitutionnelle moins d'un an plus tard.
    - Le président Johnson envisageait initialement de mettre son veto à la loi, à cause de son important volet répressif. Mais la popularité dont semblait bénéficier le texte le convainquit de le ratifier.
- 28 juin : Revenue and Expenditure Control Act. Loi fiscale instaurant de nouvelles mesures de rigueur budgétaire. Après plusieurs mois de discussions, le président Johnson doit accepter une forte augmentation des impôts pour financer le coût croissant du conflit vietnamien.
  - Instauration d'une surtaxe de 10 % pour l'impôt sur le revenu et une surtaxe de 10 % sur le bénéfice des entreprises. Nouveaux relèvements des droits d'accise sur le téléphone, les automobiles, le tabac, l'alcool et l'énergie. Ces mesures accroissent la fiscalité d’environ 1,7 % du PIB.
  - Réduction des dépenses fédérales de 6 milliards de dollars, à l'exception des dépenses militaires et sociales.
- Ces mesures sont destinées à résorber le déficit public apparu sous l'administration Johnson avec le programme social "Guerre contre la pauvreté" la Conquête Spatiale et la guerre du Vietnam. Elle se soldera par un excédent budgétaire en 1969, au prix d'un fort ralentissement de la croissance.
- 22 - 30 août : affrontements à Chicago entre des étudiants et les forces de l'ordre lors de la Convention du Parti démocrate. Les étudiants américains s'insurgent contre la guerre du Viêt Nam et remettent en cause le modèle de vie américain (American way of life).
- 26 - 29 août : convention nationale démocrate de Chicago.
- 7 septembre[2] Mouvement de libération de la femme : manifestation des Radical Women contre l'élection de Miss America.
- 23 septembre : Fin de l'Offensive du Têt, 58 000 soldats nord-vietnamiens, 920 Marines américains et 5 000 soldats Sud vietnamiens ont été tués.
- 22 octobre : à la suite de l'assassinat de nombreuses personnalités politiques, le président Johnson signe le Gun Control Act, qui accroit les contrôles sur la vente des armes à feu aux États-Unis.
- 1er novembre : Annonce du président Johnson sur la fin des bombardements aériens de l’Opération Rolling Thunder à la suite de l'avancée significative des négociations de paix entre Hanoï, Washington et Saigon. L'US Air Force a largué 870 000 tonnes de bombes en 3 ans sur le Nord-Vietnam et 920 avions ont été abattus. 
  - En dépit des importants moyens engagés (3 500 avions chasseurs-bombardiers et 300 bombardiers lourds B-52) et de son coût : 2,3 milliard de dollars, l’opération se conclut par une défaite stratégique majeure pour les États-Unis.
- 3 novembre : Le président Sud-Vietnamien Nguyễn Văn Thiệu renonce à se rendre aux négociations de paix à Paris, secrètement conseillé par le candidat républicain Richard Nixon qui prétend lui octroyer de meilleurs conditions de paix pour le Sud Vietnam. Cette information, connue de Johnson et de Humphrey, ne sera pas communiquée au peuple américain.
- 5 novembre : le républicain Richard Nixon est élu président des États-Unis avec 31 785 000 voix (43 %) contre 31 275 000 (42,7 %) au vice-président sortant Hubert Horatio Humphrey. George Wallace, le gouverneur ségrégationniste et réactionnaire de l'Alabama rassemble 10 000 000 de voix. Richard Nixon accède au pouvoir le 20 janvier 1969 avec Spiro Agnew comme vice-président (R).
- 9 novembre : séisme de 1968 en Illinois
- 20 novembre : une explosion fait soixante-dix-huit victimes (en) dans une mine de Farmington en Virginie-Occidentale. Devant la colère des mineurs, le Congrès votera le Mine Health and Safety Act en 1969.

## Économie et société
- 77,3 milliards de dollars sont alloués au budget de l'armée. 15 milliards aux dépenses sociales.
- 2,5 % de déficit public (25,2 milliards de dollars).
- Le vote de la loi sur le contrôle des salaires et des dépenses augmente les impôts de 30 milliards de dollars pour couvrir l'important déficit fédéral.
- 3,6 % de chômeurs.
- 23 millions d'Afro-Américains. 54 % d'entre eux vivent dans le Sud. 72 % vivent en ville.
- L'armée fédérale est engagée en appui des forces de l’ordre locales sur l’ensemble du territoire national pour maintenir l'ordre devant l'aggravation des émeutes raciales qui touchent 125 villes américaines.
- Le gouvernement mène une politique déflationniste pour limiter la chute du dollar et les pressions inflationnistes qui en résultent.
- Pour la première fois, un Président des Etats-Unis renonce à se présenter à sa réélection, attentant de l'état de tension que traverse le pays.

## Vietnam
- L'engagement vietnamien induit une augmentation importante des effectifs des forces armées à 3,5 millions d'hommes.
- 13 500 soldats américains supplémentaires arrivent au Vietnam, portant le total des effectifs engagés à 536 000 hommes en juin[1].
- L'année 1968 est la plus meurtrière pour l'armée américaine avec 16 589 soldats tués. 77 milliards de dollars dépensés.
- Depuis la décision de Johnson d'engager massivement les forces armées au sol en 1965, 35 749 soldats américains ont été tués au Vietnam.
- L’Offensive du Têt prend totalement par surprise les stratèges américains.

## Naissances en 1968
- 25 septembre : Will Smith, acteur, rappeur

## Décès en 1968
- 4 avril : Martin Luther King
- 6 juin : Robert Francis Kennedy